# Zellik-Galmaarden
La Zellik–Galmaarden es una carrera ciclista de una etapa belga que se disputa entre Zellik (Provincia del Brabante Valón) y Galmaarden (ambas en Brabante Flamenco), en el mes de abril.
Se empezó a disputar en 1983. Desde la creación de los Circuitos Continentales UCI en 2005 forma parte del UCI Europe Tour, dentro de la categoría 1.2 (última categoría del profesionalismo).

## Palmarés
| Año  | Ganador               | Segundo                  | Tercero              |
| ---- | --------------------- | ------------------------ | -------------------- |
| 1983 | Frank Verleyen        | Jean De Bondt            | John de Crom         |
| 1984 | Stefaan Aerts         | Willem Wijnant           | Johan Pauwels        |
| 1985 | Rudy Brusselmans      | Ole Eriksen              | Pascal Van Der Vorst |
| 1986 | Rudy Van Der Haegen   | Pascal Van Der Vorst     | Peter Punt           |
| 1987 | Jean-Pierre Valenpijn | Pedro Van Bondt          | Peter Punt           |
| 1988 | Eric De Clercq        | Mark Broeck              | Reginald Van Damme   |
| 1989 | Patrick Van De Houwe  | Rigo Willems             | Pascal De Roeck      |
| 1990 | Igor Patenko          | Mario Liboton            | Tom Desmet           |
| 1991 | Mario Liboton         | Nico Desmet              | Dominique Kinds      |
| 1992 | Wim Omloop            | Sebastien Van Den Abeele | Danny Sleeckx        |
| 1993 | Wim Feys              | Robbie Vandaele          | Mario Moermans       |
| 1994 | Frank Høj             | Pedro Rossele            | Sébastien Demarbaix  |
| 1995 | Andy De Smet          | Gert Vanderaerden        | Christophe Detilloux |
| 1996 | Niko Eeckhout         | Johan Capiot             | Dirk Aernouts        |
| 1997 | Ludo Dierckxsens      | Frank Høj                | Cezary Zamana        |
| 1998 | Kris Gerits           | Andrzej Sypytkowski      | Hans De Meester      |
| 1999 | Joran Keppens         | Bert Scheirlinckx        | Koen Das             |
| 2000 | Dmitriy Fofonov       | Nico Indelkeu            | Johan Coenen         |
| 2001 | Tom Boonen            | Stijn Vanstraelen        | Jan Kuyckx           |
| 2002 | Johan Vansummeren     | Stijn Devolder           | Bart Dockx           |
| 2003 | Jurgen Van den Broeck | Bart Bastiaens           | Pieter Mertens       |
| 2004 | Jurgen Vermeersch     | Koen Das                 | Kor Steenbergen      |
| 2005 | Stijn Ennekens        | Kristof De Beule         | Kurt Dierickx        |
| 2006 | Greg Van Avermaet     | Gianni Meersman          | Kevin Van Lierde     |
| 2007 | Kevyn Ista            | Kris Boeckmans           | Kristof Vandewalle   |
| 2008 | Bert De Backer        | Björn Coomans            | Joeri Klauwaert      |
| 2009 | Jonas Vangenechten    | Sep Vanmarcke            | Sander Armee         |
| 2010 | Coen Vermeltfoort     | Kevin Claeys             | Julien Vermote       |
| 2011 | Gaëtan Bille          | Mark McNally             | Fabio Polazzi        |
| 2012 | Kevin Thome           | Wesley Kreder            | Mark McNally         |

## Palmarés por países
| País            | Victorias |
| --------------- | --------- |
| Bélgica         | 25        |
| Unión Soviética | 1         |
| Dinamarca       | 1         |
| Kazajistán      | 1         |
| Países Bajos    | 1         |